# تساتور آقایان
تساتور پاولی آقایان (ارمنی: Ծատուր Պավելի Աղայան زاده (۱۲ ژانویه ۱۹۱۲ [سبک قدیمی: ۳۰ دسامبر] ۱۹۱۱) – درگذشته ۳ دسامبر ۱۹۸۲) یک تاریخ‌نگار و استاد اهل ارمنستان بود. وی استاد دانشگاه دولتی ایروان و عضو فرهنگستان ملی علوم ارمنستان بود. وی بین سال‌های ۱۹۶۱ تا ۱۹۶۸ ریاست شاخه‌های شوروی و تاریخ مدرن را در «انستیتو تاریخ» فرهنگستان علوم ارمنستان را برعهده داشت.
وی در آرامستان مرکزی ایروان (توخماخ) به خاک سپرده شد.

## آثار
- From the history of Armenian people's liberational movement (ایروان ۱۹۷۶)
- Revolutionary movements in Armenia 1905-1907 (ایروان ۱۹۵۵)

## نگارخانه

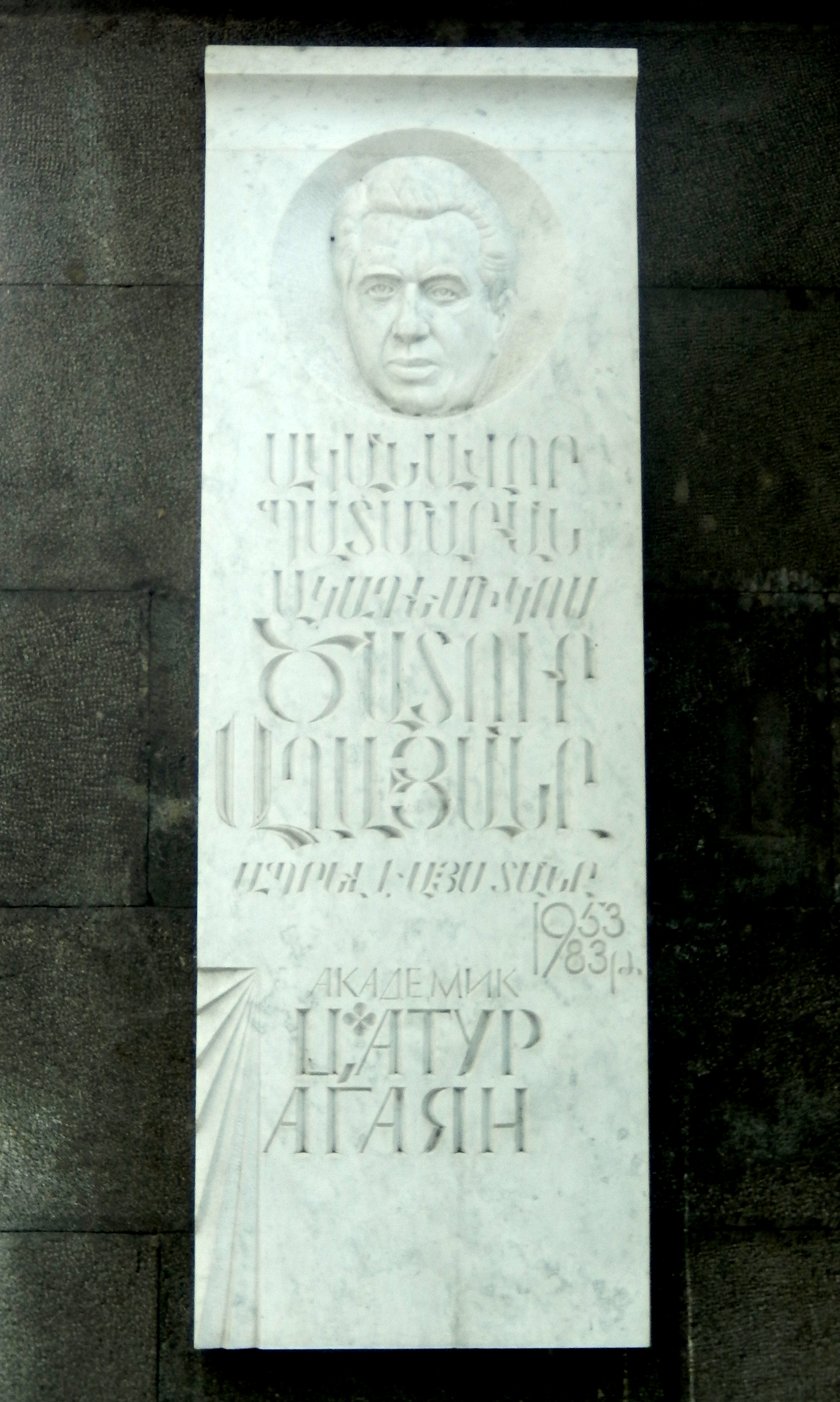

## یادداشت
1. ↑  պատմական գիտությունների դոկտոր (۱۹۴۸)